# Spilomicrus major
Spilomicrus major is een vliesvleugelig insect uit de familie van de Diapriidae. De wetenschappelijke naam van de soort is voor het eerst geldig gepubliceerd in 1879 door Vollenhoven.